# Восстание в Колумбийском университете
«Восстание в Колумбийском университете» (англ. Columbia Revolt) — 50-минутный черно-белый документальный фильм о протестах в Колумбийском университете в 1968 году. Фильм был снят в том же году коллективом независимых кинематографистов «Кинохроника», в основном Мелвином Марголисом.

По словам Роз Пэйн, члена коллектива «Кинохроника», работавшей над фильмом: 
Студенты заняли 5 зданий. В каждом здании у нас была съемочная группа. Мы снимали изнутри, в то время как остальная пресса была снаружи. Мы участвовали в политических переговорах и дискуссиях. Наши камеры использовались как оружие, а также для записи событий. У Мелвина была чугунно-стальная камера Bell & Howell времен Второй мировой войны, которая могла выдержать удар при разбитии оконного стекла.
Фильм симпатизирует студентам и снят в стиле Синема верите.